# Chruścin (województwo łódzkie)
Chruścin – wieś w Polsce, położona w województwie łódzkim, w powiecie radomszczańskim, w gminie Gomunice.
| SIMC    | Nazwa  | Rodzaj    |
| ------- | ------ | --------- |
| 0539472 | Pirowy | część wsi |

W latach 1975–1998 miejscowość administracyjnie należała do województwa piotrkowskiego.